# Сборная Британских Виргинских Островов по футболу
Сбо́рная Брита́нских Вирги́нских Острово́в (англ. British Virgin Islands national football team) — представляет Британские Виргинские Острова на международных матчах по футболу. Управляющая организация — Ассоциация футбола Британских Виргинских Островов. Является членом КОНКАКАФ. Участвовала в двух отборочных стадиях к чемпионатам мира: в 2001 году проиграла в первом раунде сборной Бермудских Островов 1:5 (дома) и 0:9 (в гостях), а в 2005 году сборной Сент-Люсии 0:1 (дома) и 0:9 (в гостях). В отборочном турнире к чемпионату мира 2010 сборная Британских Виргинских Островов дважды сыграла вничью со сборной Багамских Островов 1:1 и 2:2, но вылетела из турнира за счёт гола, забитого багамцами на чужом поле.
Единственным достижением для сборной Британских Виргинских Островов является победа в региональном чемпионате Подветренных островов, в финале которого сборная БВО одержала победу над Антигуа и Барбудой. В рейтинге ФИФА по состоянию на 27 мая 2021 года на 208-м месте.

## Чемпионат мира
- 1930 — 1998 — не участвовала
- 2002 — 2026 — не прошла квалификацию

## Золотой кубок КОНКАКАФ
- 1991 — не прошла квалификацию
- 1993 — не прошла квалификацию
- 1996 — отказалась от участия
- 1998 — 2005 — не прошла квалификацию
- 2007 — отказалась от участия
- 2009 — не прошла квалификацию
- 2011 — не прошла квалификацию
- 2013 — не прошла квалификацию
- 2015 — не прошла квалификацию
- 2017 — не прошла квалификацию
- 2019 — не прошла квалификацию
- 2021 — не прошла квалификацию

## Карибский кубок
- 2008 — 2017 не прошла квалификацию

## Тренеры
- Гари Уайт (1998—1999)
- Грегори Грант (2000)
- Андре Виллаш-Боаш /  Билл Моравек (2000-01)
- Патрик Митчелл (2002)
- Михаил Туллоч (2004)
- Бэн Дэвис (2004)
- Патрик Митчелл (2008)
- Авондейл Вилиямс (2010—2018)
- Джон Райлли (2018—2021)
- Дэн Невилл (2021)
- Кристофер Кивомя (2021—н. в.)

## Состав
| №             | Имя                   | Дата рождения              | Клуб                  | Матчи (голы) | Дебют за сборную                            |
| Вратари       | Вратари               | Вратари                    | Вратари               | Вратари      | Вратари                                     |
| ------------- | --------------------- | -------------------------- | --------------------- | ------------ | ------------------------------------------- |
| 1             | Филипп Грэхем         | 11 сентября 2000 (24 года) | Пантерс               | 5 (−21)      | против Багам 15 ноября 2019                 |
| 19            | Уильям Батлер         | 29 мая 2004 (21 год)       | Пул Таун              | 1 (−1)       | против Кюрасао 5 июня 2021                  |
| 18            | Дэниэл Гилфорд        | 3 марта 2001 (24 года)     | Вирджин Горда Юнайтед | 0 (−0)       | —                                           |
| Защитники     |                       |                            |                       |              |                                             |
| 5             | Джерри Уилтшир        | 4 февраля 1996 (29 лет)    | свободный агент       | 6 (2)        | против Теркса и Кайкоса 21 марта 2019       |
| 17            | Джованни Грант        | 4 февраля 1996 (29 лет)    | Олд Мадрид            | 16 (1)       | против Багам 15 ноября 2019                 |
| Полузащитники |                       |                            |                       |              |                                             |
| 6             | Карлос Септус         | 16 июня 1991 (34 года)     | свободный агент       | 18 (1)       | против Амер. Вирг. Островов 26 августа 2018 |
| 2             | Кристиан Хавьер       | 6 апреля 1996 (29 лет)     | свободный агент       | 14 (0)       | против Мартиники 24 марта 2016              |
| 8             | Джейми Уилсон         | 31 января 1996 (29 лет)    | Бриджуотер Таун       | 12 (1)       | против Синт-Мартена 25 июля 2018            |
| 9             | Кевин Фишер           | 27 апреля 1995 (30 лет)    | Айландерс             | 9 (1)        | против Французской Гвианы 1 июня 2014       |
| 7             | Ти'Шарн Гэллимор      | 20 августа 2000 (24 года)  | Чешем Юнайтед         | 8 (0)        | против Суринама 14 октября 2018             |
| 16            | Мигель Маршалл        | 11 апреля 2002 (23 года)   | Пул Таун              | 8 (0)        | против Бонайре 6 сентября 2019              |
| 11            | Лука Челуэлл          | 11 апреля 2004 (21 год)    | Пул Таун              | 4 (0)        | против Гватемалы 27 марта 2021              |
| 10            | Люка Райх             | 11 апреля 2003 (22 года)   | ФК Волуес             | 3 (0)        | против Сент-Винсента 31 марта 2021          |
| 12            | Джастин Смит          | 11 апреля 2003 (22 года)   | свободный агент       | 3 (0)        | против Сент-Винсента 31 марта 2021          |
| Нападающие    |                       |                            |                       |              |                                             |
| 20            | Тайлер Форбс          | 18 апреля 2002 (23 года)   | Пул Таун              | 11 (3)       | против Мартиники 17 октября 2018            |
| 3             | Джошуа Берти          | 9 октября 1996 (28 лет)    | Эндовер Таун          | 11 (0)       | против Синт-Мартена 25 июля 2018            |
| 21            | Денвин Джонс          | 12 января 2004 (21 год)    | Рибелс ФК             | 2 (0)        | против Кубы 2 июня 2021                     |
| 23            | Чарли Макмиллан-Лопес | 27 марта 1996 (29 лет)     | Академия Малага Сити  | 2 (0)        | против Кубы 2 июня 2021                     |